# QBU-10
O QBU-10 ou Type 10 é um fuzil antimaterial semiautomático projetado e fabricado pela Norinco. Introduzido pela primeira vez em 2010, desde então tem sido usado pelas Forças Terrestres do Exército de Libertação Popular, pela Marinha do Exército de Libertação Popular e pelo Corpo de Fuzileiros Navais do Exército de Libertação Popular.

## Visão geral
O QBU-10 é um fuzil antimaterial semiautomático adotado pelos militares chineses para corresponder aproximadamente à capacidade fornecida pelo Barrett M82 para as forças militares dos Estados Unidos. O QBU10 apresenta uma mecânica de ferrolho rotativo operada a gás com um cano recuante. Para aumentar a precisão, o cano da arma flutua livremente, com o bipé, a alça de transporte e a mira de ferro montadas na parte superior da caixa do tubo de gás. O fuzil tem uma precisão ligeiramente melhor do que o Barrett M82. O fuzil é alimentado através de um carregador de cofre destacável de 5 cartuchos. O recuo é mitigado por meio de ações híbridas, freio de boca, almofada de recuo de borracha e um monopé traseiro, que pode fornecer uma plataforma de tiro estável. O fuzil pode ser desmontado em vários componentes principais para transporte, incluindo cano, receptáculo, coronha de ombro e empunhadura com unidade de gatilho.
Cada QBU-10 é equipado com uma unidade de mira telescópica YMA09 (8x) com computador balístico integrado e telêmetro a laser. Uma unidade IR noturna adicional pode ser anexada à mira telescópica para fornecer capacidade térmica. A unidade de mira é à prova d'água com um botão telêmetro estendido até o guarda-mato. A mira telescópica YMA09 foi substituída pela mira telescópica integrada diurna/térmica QMH151A com link de dados e sistema de controle de incêndio. O QBU-10 também pode montar a mira telescópica de visão noturna CS/ON2A.
Dois tipos de munições de atirador de elite dedicadas são desenvolvidas para o QBU-10. Cartucho de atirador de elite DBT-10 12,7×108mm (em chinês:  DBT10狙击弹) apresenta projeto de redução de resistência ao ar. A munição inteira pesa 130 g, a ponta do projétil pesa 46 g, com velocidade inicial em torno de 820 m/s. A munição multiuso DBJ-10 12,7×108mm (em chinês:  DBJ10多功能弹) é um tipo de munição PELE incendiária perfurante de blindagem. A munição utiliza "penetrador com efeito lateral aprimorado" (penetrator with enhanced lateral effect; PELE), que contém substância inerte dentro do cartucho em vez de explosivos incendiários, e a substância inerte irá desencadear uma onda de choque pressurizada, enviando estilhaços após o projétil penetrar na blindagem.

## Variantes
- QBU-10: Designação militar chinesa.
- NSG-127: Versão de exportação com trilho Picatinny.[6]

## Operadores
- China: Polícia Armada do Povo, Forças Terrestres do Exército de Libertação Popular, Marinha do Exército de Libertação Popular, Corpo de Fuzileiros Navais do Exército de Libertação Popular
- Turquemenistão: Forças Armadas do Turcomenistão[6]